# Katharina Rensch
Katharina Rensch född den 7 oktober 1964 i Berlin, Tyskland, är en östtysk gymnast.
Hon tog OS-brons i lagmångkampen i samband med de olympiska gymnastiktävlingarna 1980 i Moskva.